# Dirlene Mendonça
Dirlene Matos Mendonça (Salvador, 26 de novembro de 1939) mais conhecida como Dirlene Mendonça é uma pedagoga, professora e servidora pública aposentada do Estado da Bahia, exerceu o cargo de secretária estadual de educação e cultura no terceiro governo de Antônio Carlos Magalhães (PFL) à frente do executivo baiano além de secretária municipal de educação na prefeitura de Salvador, durante o governo do prefeito Fernando José (PMDB) e dos dois governos de Antônio Imbassahy (PFL).
Casou-se em 1963 com Gerval Lemos Mendonça com quem teve três filhos, Sérgio, Gerson e Leila.

## Carreira

### Secretaria Municipal de Educação e Cultura de Salvador (1990-1992)
Na sua primeira passagem pela secretaria, durante a gestão do prefeito Fernando José, atuou com foco na requalificação das edificações, aumentando a capacidade de estudantes por unidade escolar, crescendo a disponibilidade de vagas nas instituições da rede pública de educação municipal, além da construção de novas escolas em localidades antes não assistidas.

### Secretaria Estadual de Educação e Cultura da Bahia (1991-1994)
Enquanto esteve no cargo, ordenou a recuperação de diversas estruturas da secretaria no interior do estado, além da construção de 71 novas escolas na capital e no interior do estado, dentre elas está a primeira escola de ensino rural da Bahia, construída em Simões Filho.
No ano letivo de 1994, autorizou a oferta de vagas para meninas nos colégios da Polícia Militar da Bahia, ampliando para 4.500 o número de vagas na instituição.
Foi a responsável pela implantação dos Centro de Aperfeiçoamento de Professores, entidade vinculada ao Instituto Anísio Teixeira (IAT), que começaram a funcionar em dezembro de 1992, visando promover a capacitação de professores com cursos de atualização pedagógica. 
Através da criação do Serviço de Atendimento ao Educando, em 1992 iniciou o Programa de Sexualidade Humana como Processo Educativo, capacitando professores de escolas públicas estaduais da capital e do interior para dialogarem com os estudantes de maneira participativa a respeito de temas como gravidez na adolescência e doenças sexualmente transmissíveis. O programa foi ampliado em 1994 por meio de parceria firmada com a Fundação Emílio Odebrecht e com o Centro de Sexologia de Brasília (Cesex).
Também durante a sua passagem que foram criados os Centros de Educação Especial da Bahia, equipamento idealizado para a recepção de alunos das escolas da rede regular de ensino com necessidades especiais, como a Escola Wilson Lins, destinada à educação de crianças e adolescentes portadores de deficiências auditivas além do Centro Integrado de Atendimento a Criança e ao Adolescente, no bairro das Pitangueiras em Salvador.

### Secretaria Municipal de Educação e Cultura de Salvador (1997-2004)
Durante sua segunda passagem pela secretaria, desenvolveu o "Fórum de Parceiros da Educação Pública de Salvador", iniciativa que tem como objetivo de propor ações recreativas, culturais, artísticas e desportivas para pensar questões relacionadas a afrodescendência e educação sob a perspectiva da Arte, Educação e Pluralidade Cultural.
Além disso foi durante sua gestão que foi idealizada a diretriz curricular "Escola, Arte e Alegria, sintonizando o ensino público municipal com a vocação do povo de Salvador", que apresentava as linguagens das artes visuais, Dança, Música e Teatro como componentes curriculares que, com seus saberes específicos, podem colaborar no processo de formação do estudante da rede municipal.
Foi responsável pelo convênio da secretaria municipal de educação com instituições de graduação para a qualificação do efetivo da rede pública de Salvador, como a Universidade Federal da Bahia, UNEB e Faculdades Jorge Amado, iniciativa que promoveu a oferta de cursos de graduação em Licenciatura Plena em Pedagogia para Séries Iniciais do Ensino Fundamental aqueles que possuíam o Magistério; com a Universidade Salvador, cursos de pós-graduação; e com a UNEB, formação continuada para gestores, como a Extensão em Gestão Educacional.
Ajudou na implementação do Programa Gestão da Aprendizagem Escolar do Ministério da Educação para formação continuada de professores e apoio às atividades de aprendizagem com foco no desempenho dos alunos do Ciclo de Ensino Básico e Séries Iniciais do Ensino Fundamental, especialmente em relação aos conteúdos de Língua Portuguesa e Matemática.
Ao longo dos oito anos de sua segunda passagem, aumentou a oferta de vagas nas escolas, através de construção novas unidades e requalificação das existentes, ampliando o número de matrículas.
implantou o projeto Políticas e Diretrizes de Desenvolvimento Infantil Integral e Integrado, do qual resultou a fundação do Centro Municipal de Educação Infantil Cid Passos, no bairro de Coutos, com a finalidade de oferecer educação em tempo integral a crianças de zero a seis anos; realizou medidas de educação inclusiva em parceria com a Associação Baiana de Síndrome de Down, ofertando apoio técnico e pedagógico às escolas especializadas.
Dirlene também implantou programas suplementares de assistência aos estudantes, como o Saúde na Escola, e procurou sintonizar o ensino municipal com a vocação da cidade, mediante a criação do programa A Escola entra em Cena, em 2003, que visava ampliar a vivência da Educação para outros espaços, tais como museus, cinemas e sítios históricos.
No âmbito da gestão escolar, implantou o Plano de Desenvolvimento da Escola, com o objetivo de qualificar diretores e vice-diretores das escolas, reestruturando os Conselhos Escolares e os Regimentos Escolares, para que a representatividade das comunidades escolares estivesse refletida nas suas respectivas gestões; informatizou procedimentos por meio da implantação de alguns sistemas, em especial o site da Secretaria Municipal de Educação e o Portal da Educação, para uso das escolas na atualização de dados junto à Secretaria, e implantou o programa Pré-Vestibular Salvador, com o objetivo de promover curso gratuito de preparação para o vestibular.

## Política
No ano de 2004 teve seu nome cotado para ser candidata a prefeita de Salvador, pelo Partido da Frente Liberal, representando o grupo capitaneado pelo senador Antônio Carlos Magalhães, como sucessão do então prefeito de Salvador, Antônio Imbassahy, entretanto a candidatura não se concretizou devido a preferência de ACM ao ex-governador César Borges, que acabou sendo derrotado por João Henrique Carneiro, do Partido Democrático Trabalhista.

## Controvérsias
No primeiro ano de sua gestão à frente da Secretaria Estadual de Educação e Cultura da Bahia enfrentou diversas greves de setores da educação pública que reivindicavam melhorias salariais e melhores condições de trabalho, devido a situação precária deixada pelo ex-governador Nilo Coelho e seu secretário Joel Brasileiro. Como forma de acelerar as negociações com o setor, Dirlene tomou a decisão de adiar o início do ano letivo de 1991 em diversas unidades escolares para o começo de abril, medida essa que causou mais indignação nos sindicatos que representavam a classe, contudo, através da vinda de recursos federais, pelo Ministério da Educação, foi possível executar o aumento salarial antes do início das aulas.